# Bythinella slaveyae
Bythinella slaveyae is een slakkensoort uit de familie van de Hydrobiidae. De wetenschappelijke naam van de soort is voor het eerst geldig gepubliceerd in 2011 door Glöer & Georgiev.